# Ellaville
Ellaville es un pueblo ubicado en el condado de Schley en el estado estadounidense de Georgia. En el censo de 2000, su población era de 1.609.

## Demografía
En el 2000 la renta per cápita promedia del hogar era de $25,724, y el ingreso promedio para una familia era de $33,409. El ingreso per cápita para la localidad era de $13,320. Los hombres tenían un ingreso per cápita de $29,500 contra $21,615 para las mujeres.

## Geografía
Ellaville se encuentra ubicado en las coordenadas 32°14′20″N 84°18′34″O / 32.23889, -84.30944 (32.238921, -84.309526).
Según la Oficina del Censo, la localidad tiene un área total de 8,2 km² (3,2 mi²), de la cual 8,2 km² (3,2 mi²) es tierra y 0 km² (0 mi²) (0.00%) es agua.